# Садиба сім'ї Раллі
47°07′31″ пн. ш. 28°16′19″ сх. д. / 47.125290676853° пн. ш. 28.271856578573° сх. д.
Садиба сім'ї Ралі (рум. Conacul lui Zamfirache Ralli) — маєток в селі Долна Страшенського району, що в Молдові, побудований бессарабським поміщиком Замфіром Ралі-Арборе на початку XIX століття.
Поселення Долна засноване в XV столітті і розташоване в живописному куточку, посеред порослих лісом пагорбів Кодр за 55 км від столиці Кишиніва. Поруч з садибою розкинувся парк, де можна побачити пам'ятник Олександру Пушкіну та струмок, що має назву «Земфіра».
Власник садиби та голова сім'ї Замфір Ралі-Арборе приїхав до Молдови з Валахії (феодальне князівство на території сучасної Румунії, що протягом 1859—1861 років об'єдналася з Молдовським князівством) та прийняв підданство Російської імперії. По дружині Смаранді родова гілка сягала господаря Молдовського князівства Штефана чел Маре.
Вражений красою цієї місцевості бессарабський землевласник вирішив збудувати тут будинок та церкву. Так в селі Долна з'явилася садиба та храм святої Марії.

## Пушкін
В історії цей маєток став відомим завдяки Олександру Пушкіну, який гостював тут 1821 року протягом трьох тижнів, оскільки в будинку поміщика досить часто проводилися різноманітні світські прийоми, що вважалися одними з найкращих на цих теренах.
Пушкін подружився з сином господаря Іваном, якого досить часто відвідував протягом всього свого заслання у Бессарабії 1820—1823 років, не тільки в маєтку батька, а також і в кишинівській квартирі. Завдяки цим зв'язкам Пушкін познайомився з культурою та життям молдавського народу та циган, що проживали неподалік села Долна. Деякий час Пушкін начебто навіть прожив у таборі, де був вражений красою доньки циганського барона Земфіри та присвятив їй декілька своїх творів та поему «Цигани».
До 50-річчя перебування поета в Долні, 1871 року Іван Ралі-Арборе, син поміщика, відреставрував маєток батька, що був занепав та відновив церкву.
Садиба сім'ї Ралі після становлення більшовицької влади та створення Молдовської РСР була націоналізована і 6 червня 1949 року тут відкрили музей Олександра Пушкіна, а 1964 року приміщення стало філією кишинівського музею Пушкіна.
З отриманням незалежності садибу закрили на реконструкцію та занедбали. Російська компанія «Лукойл» профінансувала ремонт маєтку.
З 2002 року експозиція знову відкрилася. Нині тут можна побачити експонати та матеріали XVIII, XIX і XX століть, що складаються з колекційних фондів Санкт-Петербурга та Кишиніва. Про колишніх господарів нагадують лише листи дітей Замфіра Ралі-Арборе та заповіт самого господаря.
З 1980 року на території садиби в перший тиждень червня проводять поетичні читання поезій Олександра Пушкіна.